# 550 Senta
550 Senta este un asteroid din centura principală, descoperit pe 16 noiembrie 1904, de Max Wolf.